# Richard P. Rumelt

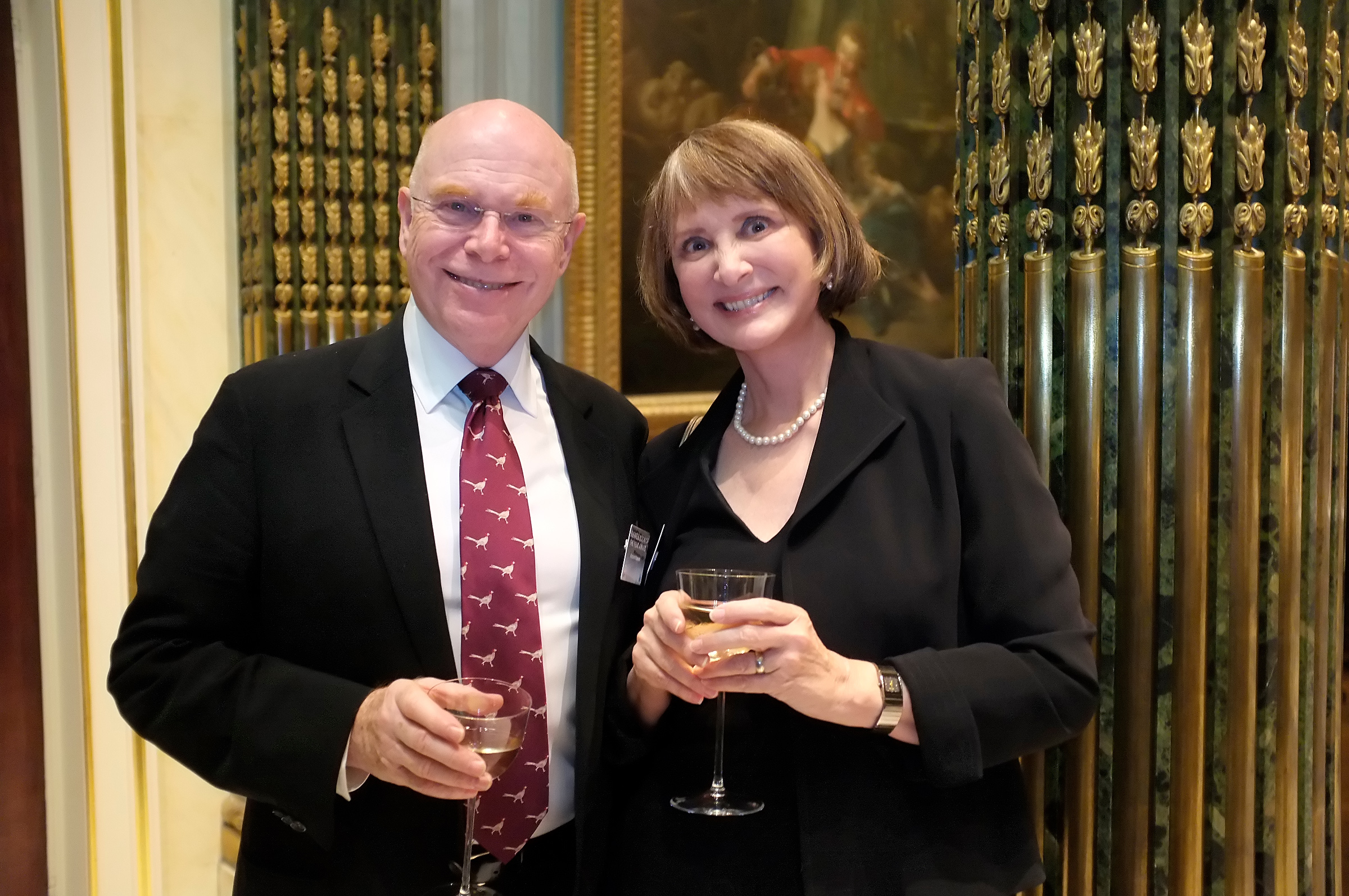
Richard P. Rumelt mit Ehefrau Kate bei der Verleihung des Goldman-Sachs Business Book of the Year Award, 2011

Richard Poste Rumelt (* 10. November 1942, Washington, D.C.) ist der Harry and Elsa Kunin Professor of Business & Society der Anderson School of Management der University of California.

## Leben
Nach einem Masterabschluss in Elektrotechnik von der University of California in Berkeley arbeitete Rumelt von 1963 bis 1965 im Jet Propulsion Laboratory. Er studierte Entscheidungstheorie und Strategielehre an der Harvard Business School und schloss 1972 mit dem Doktorat ab.
1972 bis 1976 lehrte er an der Harvard Business School. Zwei dieser Jahre verbrachte er in Teheran, um dort das Iran Center for Management Studies zu gründen.
1976 wechselte er zur University of California in Los Angeles. Von 1992 bis 1996 ließ er sich langfristig beurlauben und lehrte an der INSEAD in Frankreich.
Rumelt gilt als einer der Begründer des ressourcenbasierten Strategieansatzes Seine Forschungen zu Diversifizierungsstrategien, den Quellen nachhaltiger Strategievorteile, konzeptionellen und theoretischen Grundlagen zur Business-Strategie machten ihn zu einem einflussreichen Forscher. Er ist Mitgründer und von 1995 bis 1998 Vorsitzender der Strategic Management Society.
Neben der Professur berät Rumelt auch Unternehmen, Non-Profit-Organisation, das Department of Defence und verschiedene Regierungen.

## Auszeichnungen
Für sein Buch Strategy, Structure, and Economic Performance wurde er mit dem Irwin Price ausgezeichnet. 1997 wurde er mit einem Best Paper Award des best paper prize” Strategic Management Journals geehrt.

## Bibliographie
- Good Strategy/Bad Strategy
- Fundamental Issues in Strategy – A Research Agenda
- Strategy, Structure, and Economic Performance.